# Garner (Arkansas)
Garner – miasto w Stanach Zjednoczonych, w stanie Arkansas, w hrabstwie White.